# Airborne (film)
Airborne är en kanadensisk actionthriller-film från 1998 med Steve Guttenberg, Sean Bean och Torri Higginson i huvudrollerna. Filmen, som regisserades av Julian Grant, kom på bio den 23 juli 1998 i Kanada och släpptes därefter direkt på video i Storbritannien, Frankrike, Polen och Ungern. 

## Handling
Bill McNeil leder ett team av agenter under namnet "March 1" utskickade av regeringen på ett riskfyllt uppdrag för att hämta tillbaka en behållare med ett dödligt virus som stals från regeringen av en vapenlangare. Teamet konfronterar fienden och lyckas att överta behållaren men när två av McNeils agenter dör misstänker han att det hela är en fälla iscensatt av regeringen. En jakt på liv och död har börjat...

## Rollbesättning
- Steve Guttenberg - Bill McNeil
- Kim Coates - Bob Murdoch
- Torri Higginson - Sara Gemmel
- Philip Akin - Romeo Cortez
- David Fraser - Mr. Samuels
- Colm Feore - Ron Simpson
- Sean Bean - Dave Toombs